# Karcsú Antal Arzén
Karcsú Antal Arzén (Vásárút, Pozsony vármegye, 1827. május 9. – Szolnok, 1893. február 7.) római katolikus pap, ferences szerzetes, kolostorfőnök, egyháztörténész, helytörténész.

## Élete
Családi neve Krecsó volt. Vásárúton született, szegény földművelő szülők gyermekeként. Néhány év múlva Gútára (Komárom vármegye) költöztek; a gimnázium hat osztályát Rév-Komáromban végezte. 1845. szeptember 10-én Szécsényben (Nógrád vármegye) a Ferenciek (Salvatorianus) rendjébe lépett. Az újoncév letelte után Szegeden a bölcseletet hallgatta két évig. Kolostori főnöke Győrffy Ede élesztette benne a történelem iránti kedvét, így szorgalmasan olvasott ezen szakba vágó munkákat. 1848 nyarán a szabadkai kolostorba jutott; innét az év végén Gyöngyösre ment teológiát tanulni. 1849. május 28-án letette a rendi fogadalmakat és 1850-ben a hittudományi szakok III. és IV. évi tanulására Kecskemétre küldték és ugyanezen évben miséspappá szentelték föl. 1851-ben Gyöngyösre rendelték gimnáziumi tanárnak; 1853-ban Jászberényben, 1854-56-ban a szabadkai gimnáziumban nyert alkalmazást. A gimnáziumi szekularizáltatása után, saját kérelmére Kecskemétre helyezték át hitszónoki és hitelemzői minőségben. Még ugyanazon év tavaszán Fülekre (Nógrád megye) ment, ahonnét a vidékbeli plébániákra is eljárt segédkezni; nyár felé Szentivánon lett plébánosi helyettes, ahol két hónapig működött. 1858-ban Egerbe ment, ahol hitszónoki minőségben két évet töltött el. 1860-ban Detkére került kaplánnak; 1861-ben Csányon lett nevelő Fejér Alajos közbirtokosnál; 1863-ban a váci kolostorba rendelték házfőnöki helyettesnek. 1868-ban Szolnokon kolostori főnök és lelkész lett; itt azonban megbetegedett, orvosi javaslatra nyolc nap múlva Szegedre ment, ahol a szerzett növendékeinek az ágazati hittant adta elő. 1869-ben a váci kolostor főnöke lett, később rendkormány tanácsos; 1889-ben Szolnokra helyezték át.
A tanodai Lapokba írta első cikkét (1854. és 1855-56.); a Religioban (1860. A római pápák jótékony befolyása hazánkra); a nagyszombati Egyházi Lapokba (1868-69. VII. Gergely pápa); számos cikke jelent meg a Katholikus Néplapban, a Havi Szemlében (1869. Leleszi premontrei prépostság, Szeged alsóvárosi Ferenczrendi kolostor és templom); a Figyelőben (1874. 37., 38. sz. Az első váczi nyomdász, I. 1876. Elekes János); a Jász-Nagy-Kun-Szolnokban (1889. 24. sz. A szolnoki szent Ferenczrendi kolostor történelmi vázlata), az Egri Egyházmegyei Közlönyben (1872. A gyöngyösi jezsuita rendház történelme), a Magyar Államban (1873. A katholikus egyház érdemei a közművelődés terén, 1875. Károsi Simon rendtartományi főnök életrajza, 1879. 80. sz. Egy középkori dicskoszorúzott költő; Jacoponi da Todi, 1880. 130-132. sz. A szerzetesek és a műveltség a középkorban, 1885. 206. sz. Peitler József Antal váczi püspök).

## Munkái
- A pápaság érdemei a társadalmi világrend, tudomány, irodalom és hazánk körül. Vác, 1867
- Isten mindenünk. Ima- és énekeskönyv a ker. kath. hívek és tanulók számára. Pest, 1867
- A szerzetes rendek egyetemes történelme, különös tekintettel a magyar s erdélyországi szerzetesség jelen létállapotára. Henrion, Fehr, Helyoth, Biedenfeld, Fuxhoffer, gr. Montalembert s egyéb kútfők nyomán. Pest, 1867. Öt kötet. (Ism. Egyházi Lapok 1867-68.) → a III–V. kötet elektronikus eléréseː Google Books
- A kolostorok és elleneik a jelen korban. Heinrich J. B. után magyarítá. Vác, 1867
- A kolostorok a történelemben. Heinrich J. B. után magyarítá. Vác, 1867
- Kolping legény-egyletének erkölcsi és társadalmi jelentősége. Vosen K. H. után magyarítá. Vác, 1867
- A római pápák történelme Szent Pétertől korunkig. Müller, Hoffmann, Smets, Sandini, Kolh. Burio s egyéb kútfők nyomán. Szeged, Pest, 1869–1871. Nyolc kötet (A budapesti egyetem hittudományi kara e művet 1872-ben 200 frt jutalommal tüntette ki.) elektronikus elérhetőség (→ reprint kiadás: Históriaantik Könyvkiadó, Budapest, 2012)
- A fényüzés veszélyei. Németből szabadon és bővítve. Vác, 1873
- A lélek napi tápja. A kereszt, szellem fölébresztése, ápolása s megszilárdítása. A szentírás, szentatyák és jámborok műveiből szerkesztve. Eger, 1872 és Vác, 1873
- A váczi könyvnyomdászat története. A váczi első nyomdai szabadalom százados évfordulója emlékünnepére. Vác, 1875
- Vácz város története. Vác, 1880–1888. Kilenc kötet. (25 évig dolgozott ezen munkán, melyet Peitler püspök és a város segélyezett; összesen 85 példányt tudott belőle értékesíteni. Ism. Századok, 1890, → reprint kiadás: Históriaantik Könyvkiadó, Budapest, 2012)
- Szent Ferencz atyánk harmadik rendjének kézikönyve. Vác, 1883
- Szent Ferencz atyánk harmadik rendjének regulája. Vác, 1883

## Álnevei és jegyei
Dunaparti Nándor, Vásáruti Antal és K. A. A.

## Emlékezete
- Vácott a Karcsú Arzén utca viseli a nevét